# William Collins (konstnär)

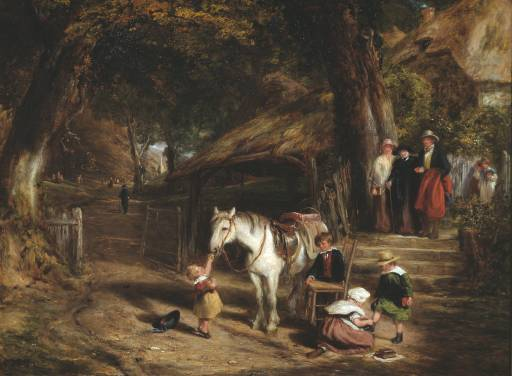
Söndagsmorgon av William Collins.

William Collins, född den 8 september 1788 i London, död där den 17 februari 1847, var en engelsk målare, far till William Wilkie Collins.
Collins  målade by- och kustscener, landskap med händelser ur det dagliga livet som staffage, till exempel Favoritlammet till salu, Fågelfängare, Fiskarens avfärd, Frost. Mest omtyckt blev han genom sina framställningar ur barnens liv. Han målade dessutom porträtt och på sistone även ett par religiösa tavlor, Jesus undervisar i templet (1840) och Kristus i Emmaus (1841). 